# Festival de cinema italiano
Il Festival de cinema italiano è un festival brasiliano istituito nel 2005 e con cadenza annuale. È realizzato dalla Camera di Commercio di San Paolo con il sostegno del Ministero della Cultura del Brasile. Ha la collaborazione di Istituto Luce Cinecittà, della Direzione Generale per il Cinema del Ministero dei beni e delle attività culturali e del turismo (MiBACT) e di Ancine, agenzia del cinema brasiliano.

## Edizioni

### 1ª edizione
La prima edizione si è svolta nel 2005.
Film
- Private
- Il cuore altrove
- Un viaggio chiamato amore
- Le conseguenze dell'amore
- Dopo mezzanotte
- Ma che colpa abbiamo noi
- Dillo con parole mie

Ospiti
- Caterina Vertova
- Giovanni Galoppi

### 2ª edizione
La seconda edizione si è svolta nel 2006.
Film
- La bestia nel cuore
- Texas
- 4-4-2 - Il gioco più bello del mondo
- Romanzo Criminale
- La guerra di Mario
- La seconda notte di nozze
- La terra

Ospiti
- Fausto Paravidino
- Paolo Virzì
- Andrea Paris
- Piero Spila
- Fabiano Gullane
- Manela Mandler
- Daniele Mazzocca
- Paolo Giaccio
- Vittoria Castagne
- Sergio Gamberane
- Veronica Brugnoli

### 3ª edizione
La terza edizione si è svolta nel 2007.
Film
- N (Io e Napoleone)
- Commedia Sexy
- Liscio
- Last Minute Marocco
- Tutte le donne della mia vita
- In memoria di me
- Ma che ci faccio qui!

### 4ª edizione
La quarta edizione si è svolta nel 2008.
Film
- La ragazza del lago
- La vita rubata
- Birdwatchers
- Fine pena mai
- Il mattino ha l'oro in bocca
- Io, l'altro
- Piano, solo
- Notturno bus

### 5ª edizione
La quinta edizione si è svolta nel 2009.
Film
- A Desconhecida
- A Lenda do Pianista do Mar
- A Siciliana Rebelde
- Baarìa
- Cinema Paradiso
- Estamos Todos Bem
- É possível
- Giulia Não Sai à Noite
- Malèna
- O Professor do Crime
- Toda Uma Vida Pela Frente
- Tudo Culpa de Judas
- Viola do Mar

Premiati
- Bruno Bozzetto
- Maria Grazia Cucinotta

### 6ª edizione
La sesta edizione si è svolta nel 2010.
Film
- Alza la testa
- Baciami ancora
- Basilicata coast to coast
- Dieci inverni
- Happy Family
- La nostra vita
- L'uomo che verrà
- Mine vaganti
- Piedi di Dio
- Questione di cuore
- Rimet – l'incredibile storia della cop

Premiati
- Kim Rossi Stuart
- Maria Sole Tognazzi
- Happy Family di Gabriele Salvatores

### 7ª edizione
La settima edizione si è svolta nel 2011.
Film
- Bar sport
- Figli delle stelle
- Il gioiellino
- Immaturi
- Into paradiso
- Manuale d'amore 3
- Nessuno mi può giudicare
- Questa storia qua
- Ruggine
- Senza arte nè parte
- Tatanka
- Una vita tranquilla

Premiati
- Bruno Bozzetto
- Paolo Sassanelli
- Roberto Frattini
- Manuale d'amore 3 di Giovanni Veronesi

### 8ª edizione
L'ottava edizione si è svolta nel 2012.
Film
- 10 regras para se apaixonar
- Cesar deve morrer
- O comandante e a cegonha
- Io e te
- A kriptonita na bolsa
- Mozzarella stories
- Em pé no paraiso
- Romance de um massacre
- Os primeiros da lista
- Viva a itália
- O vermelho e o azul
- A copa esquecida – a verdadeira e incrível história da copa da patagônia de 1942
- Como é belo fazer amor

Premiati
- Giancarlo Giannini
- Io e te di Bernardo Bertolucci

### 9ª edizione
La nona edizione si è svolta nel 2013.
Film
- Benur – un gladiatore in affitto
- Buongiorno papà
- La grande bellezza
- The Lithium Conspiracy – Una breve storia di lugnhi tradimenti
- Miele
- Pazze di me
- Una piccola impresa meridionale
- Il principe abusivo
- Gli sconosciuti
- Tre giorni dopo
- Viaggio sola
- Viva la libertà

Premiati
- Franco Brogi Taviani
- Paolo e Vittorio Taviani
- Riccardo Scamarcio
- La grande bellezza di Paolo Sorrentino

### 10ª edizione
La decima edizione si è svolta nel 2014.
Film
- Song'e Napule di Manetti Bros.
- La moglie del sarto di Massimo Scaglione
- Anita B. di Roberto Faenza
- La gente che sta bene di Francesco Patierno
- I nostri ragazzi di Ivano De Matteo
- Niente può fermarci di Luigi Cecinelli
- João e Vandinha
- Smetto quando voglio di Sydney Sibilia
- L'intrepido di Gianni Amelio
- Un ragazzo d'oro di Pupi Avati
- Anime nere di Francesco Munzi
- L'ultima ruota del carro di Giovanni Veronesi
- Io è morto di Alberto De Venezia
- Il giovane favoloso di Mario Martone
- Complici del silenzio di Stefano Incerti
- Adelante Petroleros di Maurizio Zaccaro

Premiati
- Pietro Germi
- Il giovane favoloso di Mario Martone

### 11ª edizione
L'undicesima edizione si è svolta nel 2015.
Film
- Sei mai stata sulla Luna? di Paolo Genovese
- Il ragazzo invisibile di Gabriele Salvatores
- Biagio di Pasquale Scimeca
- Viola di mare di Donatella Maiorca
- Scusate se esisto di Riccardo Milani
- Cloro di Lamberto Sanfelice
- Arance e martello di Diego Bianchi
- Non essere cattivo di Claudio Caligari
- Per amor vostro di Giuseppe M. Gaudino
- La nostra quarantena di Peter Marcias
- Ma che bella sorpresa di Alessandro Genovesi
- Il nome del figlio di Francesca Archibugi
- Se Dio vuole di Edoardo Falcone
- Hungry Hearts di Saverio Costanzo
- La vergine giurata di Laura Bispuri
- Tutte le storie di Piera di Peter Marcias

Premiato
- Mario Monicelli

### 12ª edizione
La dodicesima edizione si è svolta nel 2016.
Film
- Veloce come il vento di Matteo Rovere
- Io e lei di Maria Sole Tognazzi
- Assolo di Laura Morante
- In bici senza sella
- Un posto sicuro di Francesco Ghiaccio
- Il mondo di mezzo di Massimo Scaglione
- Indivisibili di Edoardo De Angelis
- Senza lasciare traccia di Gianclaudio Cappai
- Io che amo solo te di Luca Bianchini
- Questi giorni di Giuseppe Piccioni
- La pelle dell'orso di Marco Segato
- La verità sta in cielo di Roberto Faenza
- La buona uscita di Enrico Iannaccone
- Gli ultimi saranno ultimi di Massimiliano Bruno
- Nessuno si salva da solo di Sergio Castellitto